# Gross Ruchen
Gross Ruchen är ett berg i Schweiz.   Det ligger i kantonen Uri, i den centrala delen av landet, 100 km öster om huvudstaden Bern. Toppen på Gross Ruchen är 3 138 meter över havet, eller 455 meter över den omgivande terrängen. Bredden vid basen är 3,1 km.
Terrängen runt Gross Ruchen är huvudsakligen mycket bergig. Närmaste större samhälle är Erstfeld, 9,5 km väster om Gross Ruchen. 
Trakten runt Gross Ruchen består i huvudsak av gräsmarker. Runt Gross Ruchen är det ganska glesbefolkat, med 22 invånare per kvadratkilometer.